# Auer
Auer je priimek v Sloveniji, ki ga je po podatkih Statističnega urada Republike Slovenije na dan 1. januarja 2010 uporabljalo 109 oseb in je med vsemi priimki po pogostosti uporabe uvrščen na 4.043. mesto.

## Znani slovenski nosilci priimka
- Stojan Auer (*1964), medijska osebnost in lokalni politik

## Znani tuji nosilci priimka
- Bela Auer (1899—1975), hrvaški arhitekt
- Carl Auer von Welsbach (1858—1929), avstrijski kemik
- Erhard Auer (1874—1945), nemški politik
- Ignaz Auer (1846—1907), nemški politik
- Leopold Auer (1845—1930), madžarski violinist
- Mischa Auer (1905—1967), rusko-italijanski igralec
- Thomas Auer (*1982), avstrijski hokejist